# Zeke Nnaji
Zeke Nnaji (Minneapolis, 9 januari 2001) is een Amerikaans basketballer die sinds 2020 uitkomt voor de Denver Nuggets. Hij speelt als power forward of center.

## Carrière
Nnaji speelde in het seizoen 2019-2020 collegebasketbal voor de Arizona Wildcats. In zijn eerste seizoen in het college-basketbal was hij meteen goed voor 16,1 punten en 8,6 rebounds per wedstrijd.  Hij stelde zich dan ook kandidaat voor de NBA-draft van 2020. Hij werd als 22e in de eerste ronde gekozen door de Denver Nuggets.
Op 28 december 2020 maakte Nnaji zijn debuut in de NBA tijdens de wedstrijd van de Nuggets tegen de Houston Rockets. Nnaji wordt meestal uitgespeeld als bankzitter. In het seizoen 2022/23 werd Nnaji kampioen met de Denver Nuggets NBA-kampioen.

## Statistieken
| Legenda | Legenda                | Legenda | Legenda                 | Legenda | Legenda               |
| ------- | ---------------------- | ------- | ----------------------- | ------- | --------------------- |
| WG      | Wedstrijden gespeeld   | WS      | Wedstrijden als starter | MPW     | Minuten per wedstrijd |
| FG%     | Fieldgoal-percentage   | 3P%     | Drie-punterpercentage   | VW%     | Vrije-worppercentage  |
| RPW     | Rebounds per wedstrijd | APW     | Assists per wedstrijd   | SPW     | Steals per wedstrijd  |
| BPW     | Blocks per wedstrijd   | PPW     | Punten per wedstrijd    | Vet     | Hoogste in carrière   |

### Regulier NBA-seizoen
| Seizoen  | Team           | WG  | WS | MPW  | FG%  | 3P%  | FW%  | RPW | APW | SPW | BPW | PPW |
| -------- | -------------- | --- | -- | ---- | ---- | ---- | ---- | --- | --- | --- | --- | --- |
| 2020/21  | Denver Nuggets | 42  | 1  | 9,5  | 48,1 | 40,7 | 80,  | 1,5 | 0,2 | 0,2 | 0,1 | 3,2 |
| 2021/22  | Denver Nuggets | 41  | 1  | 17,0 | 51,6 | 46,3 | 63,1 | 3,6 | 0,4 | 0,4 | 0,3 | 6,6 |
| 2022/23  | Denver Nuggets | 53  | 5  | 13,7 | 56,1 | 26,2 | 64,5 | 2,6 | 0,3 | 0,3 | 0,4 | 5,2 |
| 2023/24  | Denver Nuggets | 58  | 0  | 9,9  | 46,3 | 26,1 | 67,7 | 2,2 | 0,6 | 0,3 | 0,7 | 3,2 |
| 2024/25  | Denver Nuggets | 57  | 4  | 10,7 | 49,6 | 32,7 | 61,4 | 1,6 | 0,4 | 0,4 | 0,7 | 3,2 |
| Carrière | Carrière       | 251 | 11 | 12,0 | 50,9 | 36,2 | 65,3 | 2,3 | 0,4 | 0,3 | 0,5 | 4,2 |

### NBA-playoffs
| Seizoen  | Team           | WG | WS  | MPW  | FG%  | 3P%  | FW%  | RPW | APW | SPW | BPW | PPW |
| -------- | -------------- | -- | --- | ---- | ---- | ---- | ---- | --- | --- | --- | --- | --- |
| 2020/21  | Denver Nuggets | 5  | 0   | 3,6  | 50,0 | 42,9 | 50,0 | 0,4 | 0,4 | 0,2 | 0   | 2,4 |
| 2021/22  | Denver Nuggets | 2  | 0   | 4,5  | 100  | 100  | —    | 0   | 0   | 0   | 0   | 1,5 |
| 2022/23  | Denver Nuggets | 5  | 0   | 2,4  | 50,0 | 33,3 | -    | 0,4 | 0   | 0,2 | 0   | 1,0 |
| 2023/24  | Denver Nuggets | 3  | 0   | 4,7  | 66,7 | -    | 50,0 | 0,7 | 0   | 0   | 0,3 | 1,7 |
| 2024/25  | 6              | 0  | 5,7 | 12,5 | 16,7 | 57,1 | 1,2  | 0,3 | 0,2 | 0,3 | 1,2 |     |
| Carrière | Carrière       | 21 | 0   | 4,1  | 41,7 | 35,3 | 54,5 | 0,6 | 0,2 | 0,1 | 0,1 | 1,5 |

0 Braun ·
1 Porter ·
5 Caldwell-Pope ·
6 Jordan ·
7 Jackson ·
8 Watson ·
10 White ·
11 Brown ·
13 Bryant ·
14 Smith ·
15 Jokić ·
21 Gillespie ·
22 Nnaji ·
27 Murray ·
31 Čančar ·
32 Green ·
50 Gordon ·
Coach Malone